# Bischofsmütze (Höllengebirge)
Die Bischofsmütze ist ein 1446 m ü. A. hoher Berg im Höllengebirge. Der freistehende, doppelgipflige Turm befindet sich im Hinteren Aurachkar und ist nordwestlich dem Brunnkogel vorgelagert. Nach Norden fällt die Bischofsmütze mit einer senkrechten Felswand zum 30 Meter niedrigeren Vorgipfel ab. Nach Süden ist sie über eine Scharte mit dem Nordwestgrat des Brunnkogels verbunden. Der Gipfel wird meist im Zuge einer Besteigung des Brunnkogels über den unmarkierten Franz-Scheckenberger-Steig besucht. Am Gipfel befindet sich ein Gipfelkreuz und eine Kassette für das Gipfelbuch.